# Lochmaea joliveti
Lochmaea joliveti là một loài bọ cánh cứng trong họ Chrysomelidae. Loài này được Cobos miêu tả khoa học năm 1955.